# Coptomia quadrimaculata
Coptomia quadrimaculata är en skalbaggsart som beskrevs av Waterhouse 1878. Coptomia quadrimaculata ingår i släktet Coptomia och familjen Cetoniidae. Inga underarter finns listade i Catalogue of Life.